# Картер, Дэн
Дэниел Уильям «Дэн» Картер ONZM (англ. Daniel William "Dan" Carter; 5 марта 1982, Саутбридж, неподалёку от Крайстчерча, Новая Зеландия) — новозеландский регбист, выступавший на позиции флай-хава (блуждающего полузащитника) и инсайд-центра (внутреннего центрового). Известен по выступлениям за команду Кентербери в чемпионате провинций Новой Зеландии (кубок Mitre 10), клуб «Крусейдерс» в Супер Регби и сборную Новой Зеландии. В 2005, 2006 и 2008 годах с «Крусейдерс» он выиграл чемпионат Супер Регби, а с командой «Кентербери» выигрывал первенство провинций Новой Зеландии в 2001, 2004, 2008, 2009 и 2010 годах. Помимо этого, в 2008—2009 годах и 2015—2018 годах Картер играл во Франции, выступая за «Перпиньян» и «Расинг 92». Карьеру он завершал в японском клубе «Кобе Стил Кобелко Стилерз». 20 февраля 2021 года он официально завершил свою игровую карьеру.
Картер играл за сборную Новой Зеландии в 2003—2015 годах, выступив на четырёх чемпионатах мира: в 2011 и 2015 годах он выиграл с новозеландцами титул чемпиона мира. За свою карьеру в 112 матчах за сборную он набрал 1598 очков (29 попыток, 293 реализации, 281 штрафной и 8 дроп-голов), побив рекорд по играм за сборную, прежде поставленный Джонни Уилкинсоном (1178 очков). В среднем Картер набирал 14,27 очков за матч, что является самым высоким средним показатель для игроков, заработавших больше 500 тестовых очков). Трижды был признан игроком года по версии IRB (2005, 2012, 2015).

## Семья
Двоюродный дедушка — Билл Делли, новозеландский регбист, проведший 5 игр с 1924 по 1929 годы. 9 декабря 2011 года Картер женился на хоккеистке (хоккей на траве) Онор Диллон. У пары четыре сына: Марко Джеймс Картер (род. 28.03.2013), Фокс Уильям Картер (род. 03.04.2015), Рокко Джордж Картер (род. 14.01.2019) и Круз Чарльз Картер (род. 10.06.2021).